# Fejér Antal
Fejér Antal (? – 1790 vagy 1791) ügyvéd, költő.

## Élete
Az eperjesi kerületi tábla jegyzője, Heves- és Külső-Szolnok egyesült megyék táblabirája; 1764-től báró Haller Sámuel tábornok udvari jogásza volt. Neje sánkfalvai Steinicher Katalin, fia Fejér Elek földbirtokos volt.

## Munkái
- Mátra hegyei között mulatozó Nymfának éneke, melyet herczeg Barkóczy Ferencz volt egri püspöknek, már Magyarország primássának bucsúzóképpen szomorú szivvel mondának. Nagyszombat, 1765.
- A józan életnek némelly réguláji, mellyeket deák nyelvből magyarra fordított és tulajdon nemzetének hasznára világosságra ki botsájtott, és ki nyomtattatott. Eger, 1767. (2. kiadás: Pest, 1815. Online Kiadta fia Fejér Elek.)
- A füredi savanyú viznek hasznáról kiadott versek, melyeket… a füredi savanyú viz forrásánál maga és másoknak mulatságára mult 1777. esztendőben Sz. Jakab havában irt. Hely n. (1778.)
- A Balaton-tihanyi echonak eleven zengése, melyet… a füredi savanyú viz forrásánál maga és másoknak mulatságára ezen most folyó 1779-ik eszt. Szent Jakab havában e következendő versekben foglalt. Buda.
- Örvendező versek, melyeket… a tiszt. budai apáczáknak mélt. gróf Szalai Barkóczy Margitnak, Sz. Klára rendén való apácza szűznek, és ugyan a budai convent öt izbeli érdemes fejedelem asszonyának második professiójára készített. Pest (1780.)
- Barklájus János Argenisse, mellyet… deák nyelvbűl magyarra forditott… Özvegye… sánkfalvai Steinicher Katalin maga költségén ki-nyomtattatott. Eger, 1792. Három kötet. 36 rézmetszetű képpel. Első kötés Második kötés